# Elia IX (VIII)
Elia IX, nato Shimun (... – Monastero di Rabban Ormisda, 18 giugno 1660), è stato un vescovo cristiano orientale siro, patriarca della Chiesa d'Oriente dal 1617 al 1660.
Poiché un patriarca di nome Elia VI non è mai esistito, benché censito nelle cronotassi tradizionali dei patriarchi della Chiesa d'Oriente, il numero ordinale corretto di Elia IX è quello di Elia VIII.

## Biografia
Un metropolita di nome Shimun è menzionato in diverse occasioni come natar kursya ed erede designato al trono patriarcale, durante il patriarcato di Elia VIII (o VII), e fu lui che succedette alla morte del patriarca, il 26 maggio 1617, con il nome di Elia IX.
All'inizio del suo patriarcato, Elia IX ricevette una delegazione inviata dal papa di Roma, con una professione di fede cattolica da sottoscrivere assieme al suo collega, il cattolico Shimun X. La riunione era stata organizzata all'epoca di Elia VIII, ma quando i delegati giunsero tra le montagne della Mesopotamia settentrionale, il vecchio patriarca era morto, e il nuovo, Elia IX, accettò di sottoscrivere la formula di fede, a condizione con non fosse cancellato il nome di Nestorio. Le trattative a questo punto si fermarono.
Elia IX difese la propria fede tradizionale anche in altre occasioni, in particolare durante un colloquio con due frati francescani nel 1629.
Durante il suo patriarcato, la Chiesa d'Oriente subì diverse persecuzioni ad opera dei Curdi. È probabile che per un certo periodo Elia IX abbia abbandonato il monastero di Rabban Ormisda, dove risiedeva, per rifugiarsi a Tel Keppe.
Le fonti manoscritte coeve non attestano nessun natar kursya designato a succedergli.
Elia morì il 18 giugno 1660, dopo 43 anni di governo, come attesta il suo epitaffio, conservato nel monastero di Rabban Ormisda.